# Kerta
Kerta község Veszprém vármegyében, a Devecseri járásban.

## Fekvése
A vármegye nyugati széle közelében fekszik, a Marcal völgyétől néhány kilométerre keletre. Szomszédai: észak felől Kiscsősz, kelet felől Iszkáz, dél felől Karakószörcsök, nyugat felől pedig Kamond. Közigazgatási területe északnyugaton érintkezik még Nagypirit és Kispirit határszélével is, de utóbbiak egyikével sincs közvetlen közúti kapcsolata.

### Megközelítése
A község legfontosabb megközelítési útvonala a Jánosháza és Pápa térségét (a 8-as és 83-as főutakat) összekötő 8403-as út, amely nagyjából nyugat-keleti irányban húzódik végig a központján. Karakószörcsökön át közvetlen kapcsolatot biztosít számára a 8-as főút apácatornai szakaszával a 8414-es út is.
A hazai vasútvonalak közül a települést a Székesfehérvár–Szombathely-vasútvonal érinti, amelynek egy megállási pontja van itt. Kerta vasútállomás a községhatár nyugati széle közelében, a lakott területtől jó 3 kilométerre nyugatra helyezkedik el, közúti elérését a 8403-as útból kiágazó önkormányzati út biztosítja.

## Története
Kerta Árpád-kori település, nevét már 1272-ben említette oklevél Keercha, majd 1469-ben Kyrtha néven.
Területe ősidők óta lakott volt, amit a Hunyor-patak magasabb teraszán feltárt halomsír, urnasírok, római kori edénytöredékek, Árpád-kori, kézi korongon készült spiráldíszítésű kerámiadarabok és Várcsalit-pusztán egy földháton feltárt telephelymaradványok is igazolnak.
1488-ban Kinizsi Pál birtoka volt. Ekkor 40 forint országos adót fizetett, ami jelentős nagyságú, népes jobbágyfalu létét feltételezi.
1514-ben lakossága részt vett a Somló környéki parasztmegmozdulásokban is.
Kerta egykori birtokosai a Horváth, Csóron, Békássy, Hagymásy és  Sárkány családok voltak.
1552-ben nagy pestisjárvány pusztított a faluban, 1570-ben pedig a török pusztításával együtt telkeinek 62%-a vált lakatlanná, 1596-ban pedig már mint lakatlan hely volt jelölve. Később azonban ismét benépesült, de 1603-ban még csak mindössze három adóköteles házat írtak itt össze. A falu lassú újranépesülését nagyban hátráltatta, hogy a falu jobbágyai a vármegye más falvaiban és Somogyban telepedtek le, ahol többek között adókedvezményeket is biztosítottak számukra. Ezért még 1715-ben is 16, 1722-ben pedig 25 elvándoroltat jegyeztek fel.
1696-ban Vázsonykő várának tartozéka, és a Zichy család birtoka volt.
1807-ben földesúri birtok volt 540 hold szántóval, a község lakosai pedig 800 hold szántón és 1000 hold erdőn illetve legelőn osztozkodtak.
A 20. század elején Veszprém vármegye Devecseri járásához tartozott.
1910-ben 870 magyar lakosa volt, melyből 602 római katolikus, 17 református, 243 evangélikus volt.

## Közélete

### Polgármesterei
- 1990–1994: Gaál Sándor (független)[3]
- 1994–1998: Gaál Sándor (független)[4]
- 1998–2000: Gaál Sándor (független)[5]
- 2000–2002: Gaál Sándor (független)[6][7]
- 2002–2006: Id. Szabó Gyula (független)[8]
- 2006–2010: Nagy Géza (független)[9]
- 2010–2014: Buzás Károly Lajos (független)[10]
- 2014–2019: Nagyné Varga Anikó (független)[11]
- 2019–2024: Nagyné Varga Anikó (független)[12]
- 2024– : Rózsa Zoltán (független)[1]

A településen 2000. október 15-én időközi polgármester-választást (és képviselő-testületi választást) tartottak, az előző képviselő-testület önfeloszlatása miatt. A választáson a korábbi településvezető is elindult, és meg is tarthatta pozícióját.

## Népesség
A település népességének változása:
| Lakosok száma | 625  | 635  | 624  | 549  | 533  | 512  | 503  |
|               | 2013 | 2014 | 2015 | 2021 | 2022 | 2023 | 2024 |

A 2011-es népszámlálás során a lakosok 83,7%-a magyarnak, 4,6% cigánynak mondta magát (16,3% nem nyilatkozott; a kettős identitások miatt az végösszeg nagyobb lehet 100%-nál). A vallási megoszlás a következő volt: római katolikus 65,2%, református 3,6%, evangélikus 7%, görögkatolikus 0,2%, felekezeten kívüli 0,5% (23,6% nem nyilatkozott).
2022-ben a lakosság 92,3%-a vallotta magát magyarnak, 3% cigánynak, 0,4% németnek, 0,2% románnak, 1,1% egyéb, nem hazai nemzetiségűnek (7,3% nem nyilatkozott; a kettős identitások miatt a végösszeg nagyobb lehet 100%-nál). Vallásuk szerint 45,2% volt római katolikus, 5,3% evangélikus, 3% református, 0,8% egyéb keresztény, 0,8% egyéb katolikus, 5,3% felekezeten kívüli (39,6% nem válaszolt).

## Híres személyek
- Itt született 1875-ben Lukcsics József kanonok.
- Itt született 1892-ben Lukcsics Pál történetíró, tanár.
- Itt tanult Mátis Lajos (1936-2011) okleveles építészmérnök.

## Nevezetességei
- Dabrókai csárda - A község határában, a Marcal folyó közelében található. A régi bakonyi betyárvilág egyik jellegzetes emléke, melynek neve gyakran volt olvasható a régi, szegénylegények ellen indított perek jegyzőkönyveiben.